# ارتم هبلو
ارتم هبلو (اوکراینی: Артем Юрійович Габелок؛ زادهٔ ۲ ژانویهٔ ۱۹۹۵) بازیکن فوتبال اهل اوکراین است.
از باشگاه‌هایی که در آن بازی کرده‌است می‌توان به باشگاه فوتبال شاختار دونتسک اشاره کرد.
وی همچنین در تیم‌های ملی فوتبال زیر 16 سال، زیر 17 سال، زیر 18 سال، زیر 19 سال و زیر ۲۰ سال اوکراین بازی کرده‌است.